# Winston (Highlander)
Pour les articles homonymes, voir Winston.
Winston est un personnage de fiction créé par Gregory Widen, Peter Bellwood et Larry Ferguson dans le film Highlander: Endgame réalisé par Douglas Aarniokoski, en 2000. Il est interprété à l'écran par Oris Erhuero.

## Biographie fictive
Winston naît en Jamaïque en 1844, lui et ses parents étaient esclaves. En 1865, il assiste à la répression des soldats anglais pour stopper la rébellion.
Il verra ses parents mourir sous ses yeux. Fou de colère, il se jette sur les soldats mais il est tué par un soldat qui lui met un coup de baïonnette. Devenu immortel, il est un adversaire redoutable des colons. Après l'indépendance de l'île, il devient mercenaire.
Pendant la Seconde Guerre mondiale, en Afrique du Nord, il rencontre Jacob Kell.
En 1972 à New York, il est le leader d'un réseau de marijuana, et il rencontre Carlos un autre immortel, Kelle les recrutent dans son organisation.